# Lưu Ảo
Lưu Ảo (chữ Hán: 劉媼), cũng gọi Chiêu Linh hoàng hậu (昭靈皇后), được biết đến là sinh mẫu của Hán Cao Tổ Lưu Bang - người sáng lập nên triều đại nhà Hán trong lịch sử Trung Quốc.

## Tiểu sử

### Ghi chép từ chính sử
Không rõ tên họ thật của Lưu Ảo, cũng như quê quán của bà. Chữ "Ảo" (媼) có nghĩa là "người phụ nữ", "mẹ già", không phải tên thật mà chỉ là loại hiệu được xưng hô trong trường hợp không rõ người ấy tên gì. Bà kết hôn với Lưu Thái Công, nên cũng gọi theo họ chồng là họ Lưu. Bà sinh ra ba con trai gồm: Lưu Bá, Lưu Hỉ, Lưu Bang, cùng một con gái. Đối với con trai út của Lưu Thái Công là Lưu Giao, Sử ký Tư Mã Thiên ghi là "Cao Tổ đồng mẫu thiếu đệ", tức cũng do Lưu Ảo sinh ra, tuy nhiên Hán thư chỉ ghi là "Đồng phụ đệ", có khả năng không phải Lưu Ảo sinh ra.
Sự tích về việc bà sinh ra Lưu Bang cũng được thêu dệt nhiều. Sách Sử ký Tư Mã Thiên cùng Hán thư đều ghi lại một truyền thuyết: Khi đó, Lưu Ảo nghỉ tạm bên gian phòng, mộng thấy gặp thần nhân. Lúc đó lôi điện đan xen, sắc trời đen tối. Lưu Thái Công đến tìm Lưu Ảo, thì phát hiện trên người có một con giao long, không lâu sau thì có thai, sinh ra Lưu Bang.
Sử sách không ghi chép nhiều về hành trạng của bà, kể cả việc bà qua đời chính xác là khi nào. Sách Hán thư, phần "Cao Đế kỷ hạ", học giả Như Thuần (如淳) có chú rằng:"Cao Đế mẫu binh khởi thời tử Tiểu Hoàng bắc, hậu vu Tiểu Hoàng tác lăng miếu" (Nguyên văn: 高帝母兵起时死小黄北，后于小黄作陵庙。), có nghĩa:"Mẹ của Cao Đế khi binh biến mất ở phía Bắc thành Tiểu Hoàng, sau đó tại Tiểu Hoàng làm lăng miếu". Căn cứ Quát địa chú (括地志), cuốn thứ 3, dẫn về Biện Châu có nói:"Tiểu Hoàng thành cách 33 dặm về phía Đông Bắc của huyện Trần Lưu, Biện Châu". Như vậy có thể đại khái xác định Lưu Ảo mất khi Lưu Bang đang dựng binh khởi nghiệp.
Năm Hán thứ 5 (202 TCN), tháng 2 ngày Giáp Ngọ (tức ngày 28 tháng 2, Lưu Bang lên ngôi Hoàng đế, truy tôn Lưu Ảo làm Chiêu Linh phu nhân (昭靈夫人). Năm Lã hậu thứ 7 (181 TCN), thông qua kiến nghị của Trần Bình, truy tôn làm Chiêu Linh hoàng hậu (昭靈皇后).

### Tranh luận danh tính
Dòng họ Lưu Ảo, có tới 2 cách nói:
1. Một, họ Vương: học giả đời Đường là Tư Mã Trinh khi tra cứu Sứ ký, mục "Cao Tổ bản kỷ", đã dẫn lời chú của Hoàng Phủ Mịch, ghi: [Ảo cái tính Vương thị; 媪盖姓王氏]. Lại theo Xuân Thu ác thành đồ (春秋握成图) cùng Thi hàm thần vụ (诗含神雾) thì bà có tên [Hàm Thủy; 含始]. Thuyết này rất có ảnh hưởng, như học giả đời nhà Thanh là Thái Đông Phiên (蔡东藩) khi viết Tây Hán diễn nghĩa có ghi: [Hán triều Cao Tổ hoàng đế, họ Lưu, danh Bang, tự Quý. Phụ danh Chấp Gia, mẫu Vương thị, danh khiếu Hàm Thủy; 汉朝高祖皇帝，姓刘，名邦，字季。父名执嘉，母王氏，名叫含始。]. Học giả thời Dân Quốc là Hoàng Sĩ Hằng (黄士恒) cũng ghi chép tương tự.
2. Hai, họ Ôn: cũng xuất phát từ ghi chép của Tư Mã Trinh: [Kim cận hữu nhân vân 'mẫu Ôn thị'. Trinh thời đả đắc ban cố tứ thủy đình trường cổ thạch bi văn, kỳ tự phân minh tác 'ôn' tự, vân 'mẫu Ôn thị'. Trinh dữ Giả Ưng Phục, Từ Ngạn Bá, Ngụy Phụng cổ đẳng chấp đối phản phúc, thẩm thán cổ nhân vị văn, liêu ký dị kiến, vu hà thủ thật dã; 今近有人云'母温氏'。贞时打得班固泗水亭长古石碑文，其字分明作'温'字，云'母温氏'。贞与贾膺复、徐彦伯、魏奉古等执对反覆，沈叹古人未闻，聊记异见，于何取实也？]. Sách Thái Bình quảng ký (太平广记), quyển 320, dẫn "Soán dị ký" (篡异记) thu nhận sử dụng truyền thuyết Tam sử sinh Vương, ghi lại căn cứ Tứ thủy đình trưởng bi (泗水亭长碑), nói: [Ảo 媪, đương tác Ôn 温].

Tuy vậy, rất nhiều sử gia cho rằng tên họ thật của Lưu Thái Công cùng Lưu Ảo, chính sử sớm đã không thể nào khảo chứng, những cái tên về sau đều đã bị tiểu thuyết hóa hoặc lưu truyền sai lệch mà thôi. Như học sĩ thời Tống là Mã Vĩnh Khang (马永卿), trong cuốn "Lãn Chân Tử" (嬾真子) có nói: [Tiền Hán sơ, khứ cổ vị viễn, phong tục giản lược, nên Thái thượng hoàng vô danh, Ảo không có họ...Y! Phụ thân của Cao Hoàng, Hán sử cũng không ghi lại danh, thế mà sách thời Đường lại chép rành rọt, cũng đáng buồn cười lắm!; 前汉初，去古未远，风俗质略，故太上皇无名，母媪无姓。......噫！高皇之父，汉史不载其名，而唐史乃载之。此事亦可一笑。]